# Prochora
Prochora lycosiformis es una especie de araña araneomorfa de la familia Miturgidae. Es el único miembro del género monotípico Prochora. Es originaria de Israel y en Sicilia.